# Miristicáceas

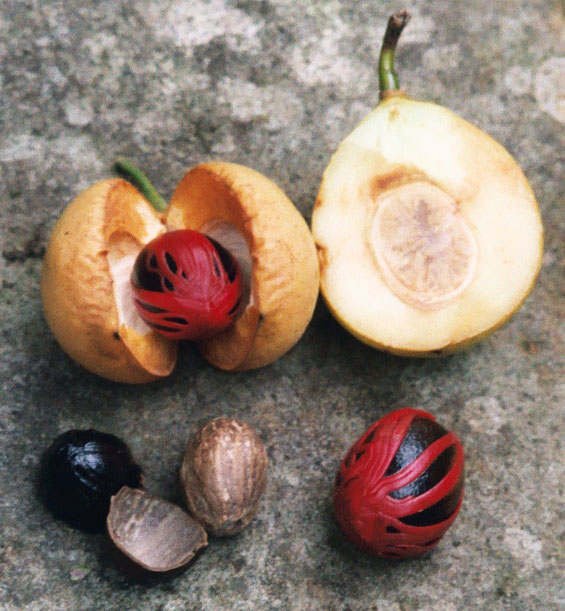
Fruto e sementes com arilo vermelho de Myristica fragrans (noz-moscada).

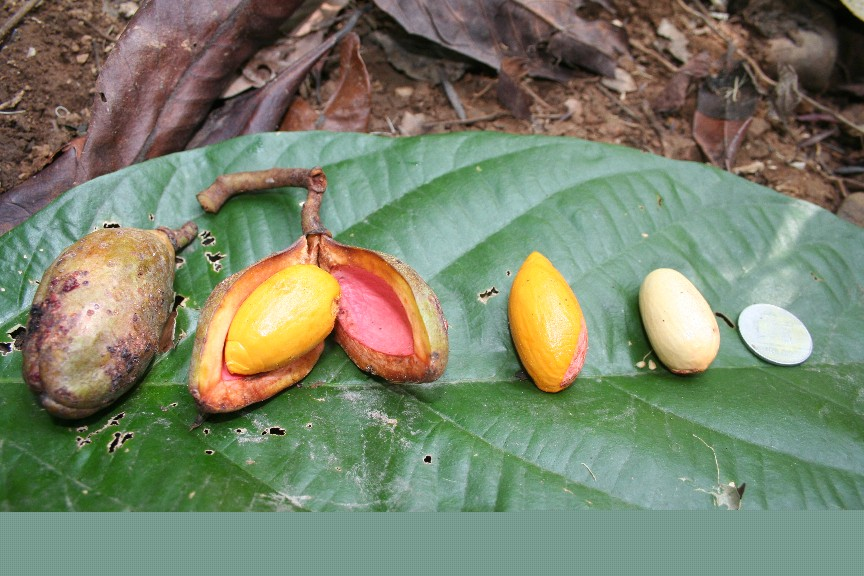
Frutos e sementes de Horsfieldia kingii com finos arilos amarelos.

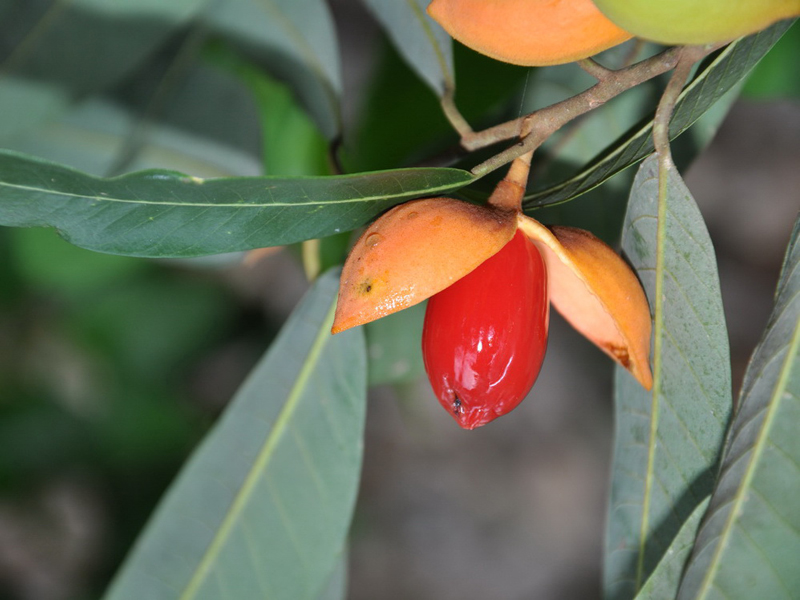
Fruto de Knema globularia.

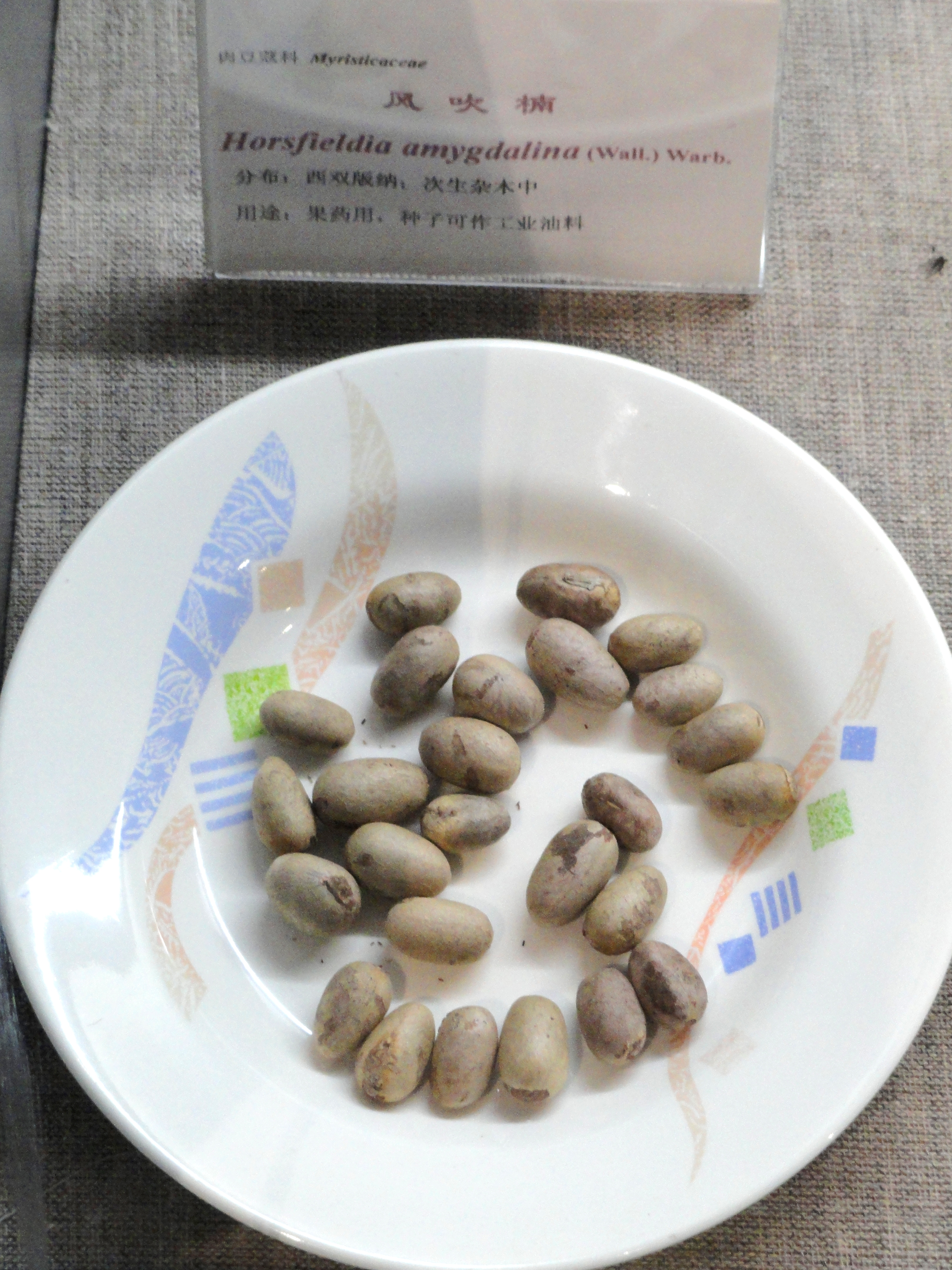
Sementes de Horsfieldia amygdalina.

Miristicáceas (Myristicaceae) são uma família de plantas com flor da ordem Magnoliales que na presente circunscrição taxonómica inclui 21 géneros com cerca de 440 espécies, com distribuição natural nos trópicos de todos os continentes. A família inclui diversas espécies utilizadas como especiaria, com destaque para Myristica fragrans, a noz moscada, o produto comercialmente mais importante da família. Algumas espécies, especialmente dos géneros Myristica e Virola, são utilizadas localmente como planta medicinal, como especiaria e como enteógeno e fonte de alucinogénios. Muitas espécies são grandes árvores, produtoras de madeira aproveitada industrialmente.

## Descrição
Morfologia
As Myristicaceae são árvores de médio porte (mesofanerófitos), raramente arbustos ou lianas, perenes, raramente caducifólias, aromáticos, com óleos essenciais, com tricomas (pelos) unisseriados, ramificados, frequentemente estrelados ou em "T" na parte distal.
Os caules apresentam crescimento monopódico, com os ramos frequentemente em andares regulares. Apresentam cilindro contínuo, floema secundário em camadas alternantes, com tubos taniníferos no floema e no parênquima axial contendo uma resina usualmente de coloração amarela, rosa ou vermelha, que endurece ao are. Também ocorrem células oleíferas no parênquima radial de algumas espécies dos géneros Knema, Myristica e Virola. Os nós são trilacunares.
As folhas são simples, inteiras, pinatinérvias, alternas, frequentemente dísticas, por vezes pseudoverticiladas, algumas vezes com pontos translúcidos, sem estípulas, com venação conduplicada ou convoluta. Estomas paracíticos. Astroesclereídeos presentes nos géneros Iryanthera, Horsfieldia e Knema.
São plantas dioicas, raramente monoicas, com inflorescências em panícula ou em rácimo fasciculado, por vezes aparentemente em dicásio, axilares, raramente terminais, com brácteas na maioria caducas, bracteolas (0-)1(-2).
As flores são pequenas, actinomorfas, infundibuliformes, campanuladas ou urceoladas, com coloração que varia do amarelado, ao amarelo, rosa ou avermelhado, por vezes fragrantes. O perianto é univerticilado, com (2-)3(-5) tépalas, soldadas basalmente, valvadas, frequentemente carnudas. As flores masculinas apresentam 2-40 estames, com filamentos parcial ou totalmente soldados (monadelfos), formando uma coluna, em cujo extremo estão as anteras, livres ou adnatas, e incluso conatas entre si, tetrasporangiadas, tecas frequentemente septadas, extrorsas (raras vezes latrorsas), de deiscência longitudinal, conectivo usualmente prolongado. As flores femininas com um carpelo superior incompletamente fechado, séssil ou curtamente estipitado, estilo visível ou ausente, estigma mais ou menos bilobulado. Um único óvulo por carpelo, anátropo, raramente subortótropo ou hemiortótropo, bitégmico, crasinucelado, de placentação sub-basal a basal.
O fruto é uma vagem carnuda, coriácea ou lenhosa, de abertura dorsal e ventral, deixando 2 valvas, excepto no género Scyphocephalium, de grandes frutos indeiscentes.
Apenas uma semente por carpelo, coberta por um arilo crustáceo a carnudo, lacinado a inteiro, amarelo a avermelhado, embora em algumas espécies seja rudimentar ou esteja ausente. O endosperma em geral ruminado, embrião pequeno, recto, com 2 cotilédones.
O pólen é navicular a subgloboso, sulcado, sulcoidado ou ulcerado, por vezes com formas intermédias, aberturas pouco definidas podendo aparentar ser inaperturado, exina tectada a semitectada, raramente intectada, granular a columelada, tectum perfurado, raramente imperfurado.
O número cromossómico é 2n = 38, 42, 44, 50, 52, ca. 102, ca. 280. A poliploidia é frequente e considerada de origem antiga.
Ecologia
Alguns dos caracteres anatómicos que esta família apresenta indiciam que em épocas remotas teria vivido em ambientes xéricos, embora na atualidade as suas espécies ocorram em habitats das selvas tropicais húmidas. Foi descrita madeira fóssil do Cretácio superior do Sahara como pertencente a um género incluído nesta família, o género fóssil Myristicoxylon. Uma semente fóssil de †Myristicacarpum chandlerae da flora da formação conhecida por London Clay do sul da Inglaterra, datada do Eoceno inferior, é o registo fóssil mais antigo que se conhece das Myristicaceae.
A polinização das espécies com ântese nocturna é efectuada por pequenos escaravelhos (p. ex., em Myristica fragrans a polinização é assegurada por coleópteros da família Anthicidae, especialmente Formicomus braminus) em troca de pólen.
O forte odor floral que atrai os escaravelhos é libertado dos extremos dos conectivos estaminais. Contudo, na espécie Myristica myrmecophila a polinização é provavelmente assegurada por formigas.
A dispersão das sementes é por zoocoria, principalmente por aves atraídas pelos chamativos arilos. Ocasionalmente há a intervenção de primatas e roedores. Algumas espécies de Horsfieldia são hidrocóricas.

## Fitoquímica
A madeira de Scyphocephalium, Brochoneura e Iryanthera é rica em sílica. As espécies desta família apresntam um conjunto peculiar de flavonoides (5-deoxiflavona, 5-deoxiisoflavona, 1,3-diarilpropanos e 1,3-diaril-2-hidroxipropanos) e poliquétidos do tipo da acetogenina (alquilsalicilato, acilfloroglucinol, arilalquilbutirolactonas).
Também apresentam proantocianidinas, neolignanos (otobaína, um fungicida, e ácido nordihidroguayarético, um potente antioxidante), ácido tíglico, ácido angélico e alcaloides do tipo da triptamina. Na espécie Scyphocephalium ochocoa foram isolados ocolignanos.

## Usos
A família inclui diversas espécies utilizadas como especiaria, com destaque para a noz moscada, o produto comercialmente mais importante da família. A noz moscada é a semente da espécie Myristica fragrans, uma árvore originária da Malásia, do qual se aproveita como especiaria a semente e o arilo, este comercializado seco sob o nome de macis.
Na América do Sul é utilizada uma outra espécie, a noz-moscada-de-otoba, o fruto da espécie Otoba novogranatensis. Esta espécie tem aplicações também na farmacopeia tradicional como carminativo e em perfumaria.
A partir do ritidoma (casca) da espécie Virola elongata, e de outras espécies próximas, obtém-se um alucinogénio (um derivado da triptamina) que que é inalado pelos ameríndios de algumas tribos amazónicas como enteógeno.
A madeira de algumas espécies asiáticas e sul-americanas tem uso comercial, como é o caso do gabón, cuangare ou sangre de toro, a madeira de Otoba parvifolia da América do Sul.

## Sistemática

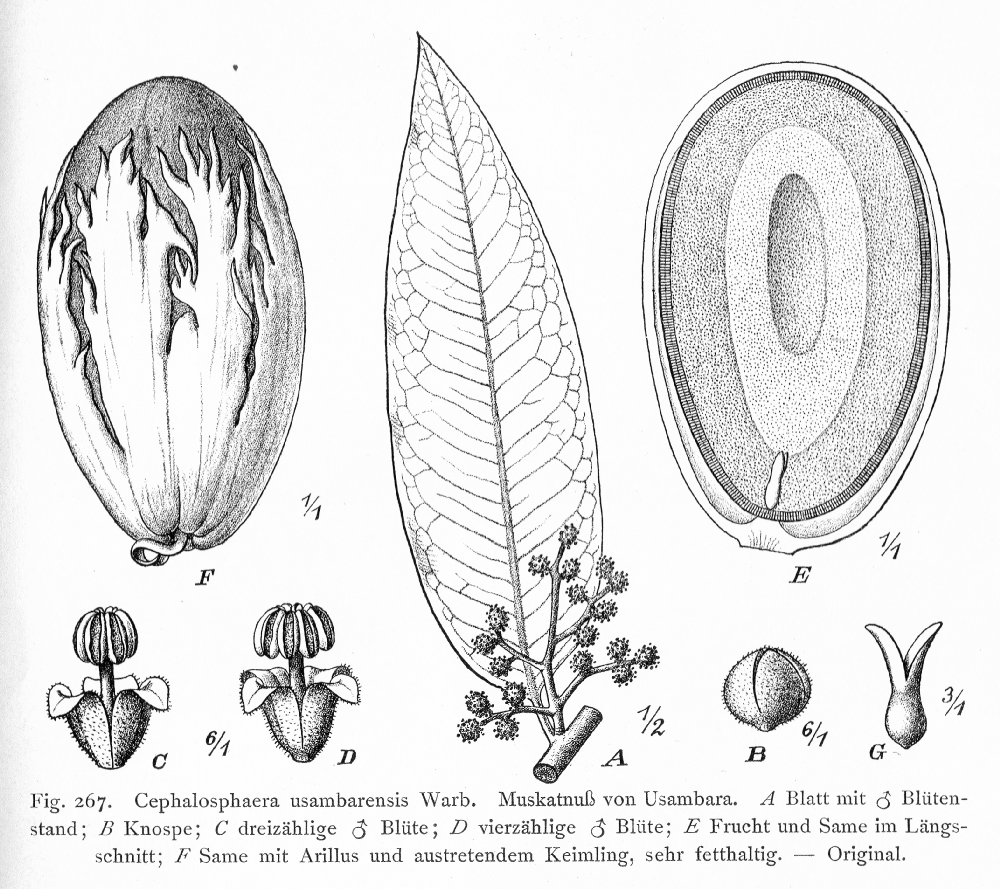
Ilustração de Cephalosphaera usambarensis

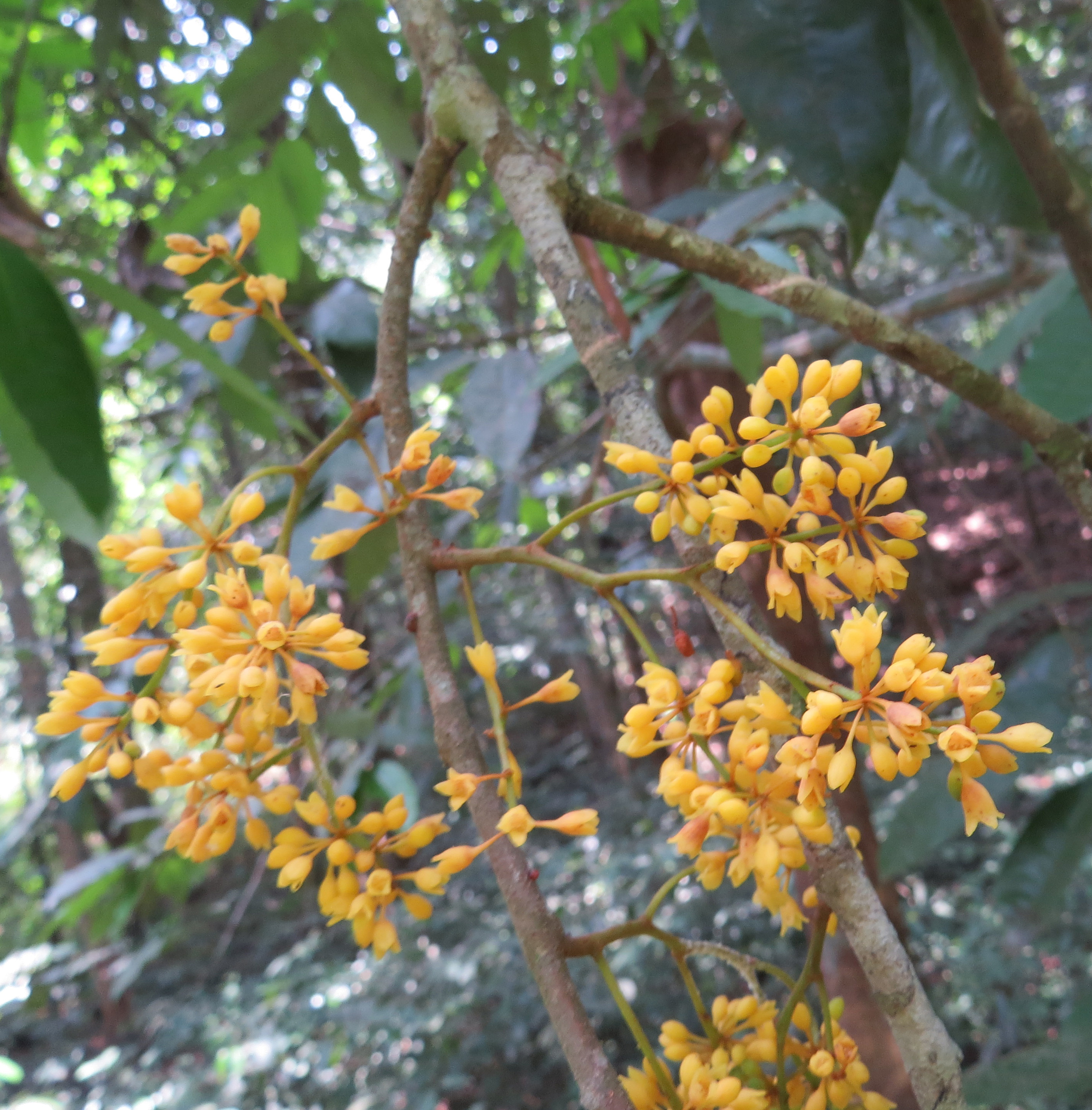
Ramo com inflorescência de Gymnacranthera canarica.

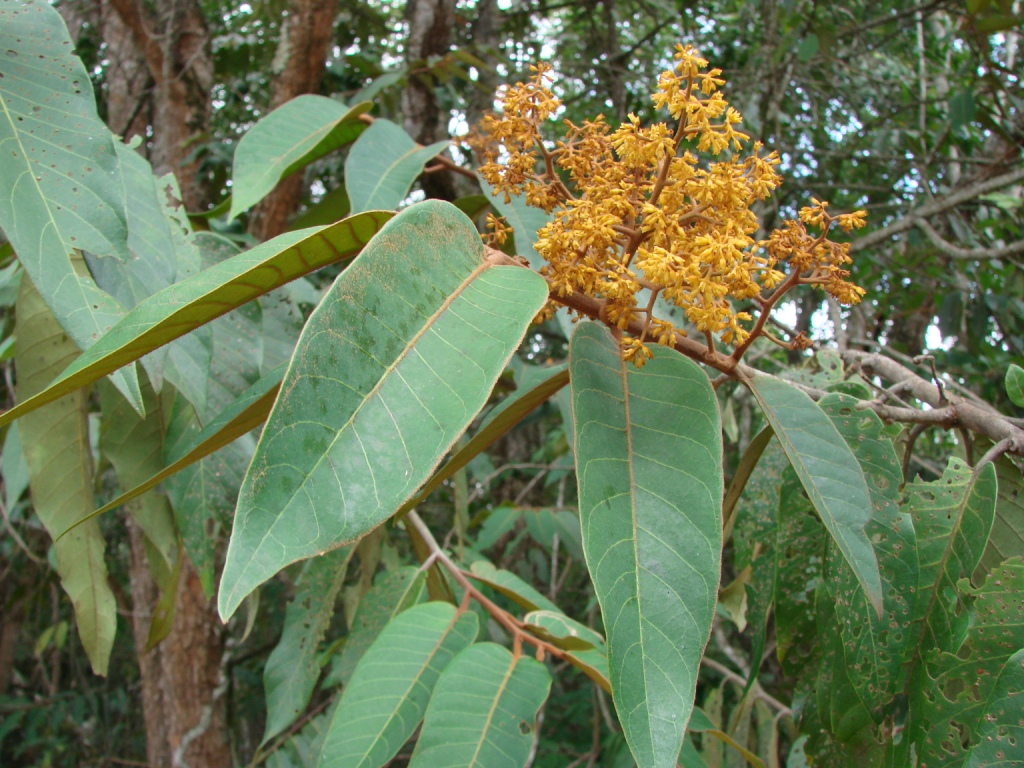
Virola sebifera (noz-moscada).

As Myristicaceae, desde a sua descrição, foram consideradas como um grupo primitivo de Angiospermas, sempre considerado como bastante isolado e com relações filogenéticas não muito claras com a família Annonaceae e incluso com as Canellaceae. O APW (Angiosperm Phylogeny Website) considera que é o grupo basal da ordem Magnoliales e grupo irmão de todas as restantes famílias daquele taxon.
A corrente composição e filogenia das Magnoliales é a constante do seguinte cladograma:
|  | Canellales |
|  |            |
|  | Piperales  |
|  |            |

|  | Degeneriaceae   |
|  |                 |
|  | Himantandraceae |
|  |                 |

|  | Eupomatiaceae |
|  |               |
|  | Annonaceae    |
|  |               |

|  | Degeneriaceae   |
|  |                 |
|  | Himantandraceae |
|  |                 |

|  | Eupomatiaceae |
|  |               |
|  | Annonaceae    |
|  |               |

|  | Degeneriaceae   |
|  |                 |
|  | Himantandraceae |
|  |                 |

|  | Eupomatiaceae |
|  |               |
|  | Annonaceae    |
|  |               |

|  | Degeneriaceae   |
|  |                 |
|  | Himantandraceae |
|  |                 |

|  | Eupomatiaceae |
|  |               |
|  | Annonaceae    |
|  |               |

|  | Degeneriaceae   |
|  |                 |
|  | Himantandraceae |
|  |                 |

|  | Eupomatiaceae |
|  |               |
|  | Annonaceae    |
|  |               |

|  | Degeneriaceae   |
|  |                 |
|  | Himantandraceae |
|  |                 |

|  | Eupomatiaceae |
|  |               |
|  | Annonaceae    |
|  |               |

|  | Degeneriaceae   |
|  |                 |
|  | Himantandraceae |
|  |                 |

|  | Eupomatiaceae |
|  |               |
|  | Annonaceae    |
|  |               |

|  | Degeneriaceae   |
|  |                 |
|  | Himantandraceae |
|  |                 |

|  | Eupomatiaceae |
|  |               |
|  | Annonaceae    |
|  |               |

|  | Degeneriaceae   |
|  |                 |
|  | Himantandraceae |
|  |                 |

|  | Eupomatiaceae |
|  |               |
|  | Annonaceae    |
|  |               |

|  | Degeneriaceae   |
|  |                 |
|  | Himantandraceae |
|  |                 |

|  | Eupomatiaceae |
|  |               |
|  | Annonaceae    |
|  |               |

|  | Degeneriaceae   |
|  |                 |
|  | Himantandraceae |
|  |                 |

|  | Eupomatiaceae |
|  |               |
|  | Annonaceae    |
|  |               |

|  | Degeneriaceae   |
|  |                 |
|  | Himantandraceae |
|  |                 |

|  | Eupomatiaceae |
|  |               |
|  | Annonaceae    |
|  |               |

|  | Degeneriaceae   |
|  |                 |
|  | Himantandraceae |
|  |                 |

|  | Eupomatiaceae |
|  |               |
|  | Annonaceae    |
|  |               |

|  | Degeneriaceae   |
|  |                 |
|  | Himantandraceae |
|  |                 |

|  | Eupomatiaceae |
|  |               |
|  | Annonaceae    |
|  |               |

|  | Degeneriaceae   |
|  |                 |
|  | Himantandraceae |
|  |                 |

|  | Eupomatiaceae |
|  |               |
|  | Annonaceae    |
|  |               |

|  | Degeneriaceae   |
|  |                 |
|  | Himantandraceae |
|  |                 |

|  | Eupomatiaceae |
|  |               |
|  | Annonaceae    |
|  |               |

|  | Canellales |
|  |            |
|  | Piperales  |
|  |            |

|  | Degeneriaceae   |
|  |                 |
|  | Himantandraceae |
|  |                 |

|  | Eupomatiaceae |
|  |               |
|  | Annonaceae    |
|  |               |

|  | Degeneriaceae   |
|  |                 |
|  | Himantandraceae |
|  |                 |

|  | Eupomatiaceae |
|  |               |
|  | Annonaceae    |
|  |               |

|  | Degeneriaceae   |
|  |                 |
|  | Himantandraceae |
|  |                 |

|  | Eupomatiaceae |
|  |               |
|  | Annonaceae    |
|  |               |

|  | Degeneriaceae   |
|  |                 |
|  | Himantandraceae |
|  |                 |

|  | Eupomatiaceae |
|  |               |
|  | Annonaceae    |
|  |               |

|  | Degeneriaceae   |
|  |                 |
|  | Himantandraceae |
|  |                 |

|  | Eupomatiaceae |
|  |               |
|  | Annonaceae    |
|  |               |

|  | Degeneriaceae   |
|  |                 |
|  | Himantandraceae |
|  |                 |

|  | Eupomatiaceae |
|  |               |
|  | Annonaceae    |
|  |               |

|  | Degeneriaceae   |
|  |                 |
|  | Himantandraceae |
|  |                 |

|  | Eupomatiaceae |
|  |               |
|  | Annonaceae    |
|  |               |

|  | Degeneriaceae   |
|  |                 |
|  | Himantandraceae |
|  |                 |

|  | Eupomatiaceae |
|  |               |
|  | Annonaceae    |
|  |               |

|  | Degeneriaceae   |
|  |                 |
|  | Himantandraceae |
|  |                 |

|  | Eupomatiaceae |
|  |               |
|  | Annonaceae    |
|  |               |

|  | Degeneriaceae   |
|  |                 |
|  | Himantandraceae |
|  |                 |

|  | Eupomatiaceae |
|  |               |
|  | Annonaceae    |
|  |               |

|  | Degeneriaceae   |
|  |                 |
|  | Himantandraceae |
|  |                 |

|  | Eupomatiaceae |
|  |               |
|  | Annonaceae    |
|  |               |

|  | Degeneriaceae   |
|  |                 |
|  | Himantandraceae |
|  |                 |

|  | Eupomatiaceae |
|  |               |
|  | Annonaceae    |
|  |               |

|  | Degeneriaceae   |
|  |                 |
|  | Himantandraceae |
|  |                 |

|  | Eupomatiaceae |
|  |               |
|  | Annonaceae    |
|  |               |

|  | Degeneriaceae   |
|  |                 |
|  | Himantandraceae |
|  |                 |

|  | Eupomatiaceae |
|  |               |
|  | Annonaceae    |
|  |               |

|  | Degeneriaceae   |
|  |                 |
|  | Himantandraceae |
|  |                 |

|  | Eupomatiaceae |
|  |               |
|  | Annonaceae    |
|  |               |

|  | Degeneriaceae   |
|  |                 |
|  | Himantandraceae |
|  |                 |

|  | Eupomatiaceae |
|  |               |
|  | Annonaceae    |
|  |               |

A família Myristicaceae foi criada em 1810 por Robert Brown na sua obra Prodromus Florae Novae Hollandiae, p. 399. O género tipo é Myristica Gronov.. Na sua presente circunscrição taxonómica a família Myristicaceae integra de 18 a 21 géneros, com de 475 a 500 espécies validamente descritas:
- Bicuiba W.J. de Wilde — com apenas uma espécie:
  - Bicuiba oleifera (Schott) W.J. de Wilde — nativa do Brasil.
- Brochoneura Warb. — com três espécies, nativas de Madagáscar.[12]
- Cephalosphaera Warb. (atenção: não confundir com Cephalosphaera Enderlein, um género de  Pipunculidae (Diptera)) — com apenas uma espécie:
  - Cephalosphaera usambarensis (Warb.) Warb. — nativa das regiões tropicais da África.
- Coelocaryon Warb. — com 3-7 espécies, nativas das regiões tropicais da África.
- Compsoneura (A.DC.) Warb. — com 9-11 espécies, nativas do Neotropis, com 7 na América do Sul e as restantes na América Central.[13]
- Doyleanthus Sauquet — com apenas uma espécie:
  - Doyleanthus arillata Capuron ex Sauquet — endémica da província de Antsiranana em Madagáscar.[12]
- Endocomia W.J. de Wilde — com 4 espécies, nativas da região que vai do sul da China à Nova Guiné.
- Gymnacranthera (A.DC.) Warb. — cerca de 17 espécies, nativas da Indomalésia.
- Haematodendron Capuron — com apenas uma espécie:
  - Haematodendron glabrum Capuron — nativas das províncias de Mahajanga e Toamasina em Madagáscar.[12]
- Horsfieldia Willd. — com cerca de 100 espécies, nativas da da Indomalésia e Austrália.
- Iryanthera (A.DC.) Warb. — com cerca de 20 espécies, nativas das regiões tropicais da América do Sul.
- Knema Lour. — com cerca de 95 espécies, nativas da Indomalésia.
- Maloutchia (Baill.) Warb. — com 9 espécies, endémico em Madagáscar.[12]
- Myristica[14] Gronov. — com cerca de 175 espécies, nativas das regiões tropicais da Ásia, Malésia e Austrália, entre as quais:
  - Myristica fragrans Houtt. — produz a noz-moscada;
- Osteophloeum Warb. — com apenas uma espécie:
  - Osteophloeum platyspermum (Spruce ex A.DC.) Warb. — endémica da bacia do Amazonas.
- Otoba (DC.) H.Karst. — com 8-9 espécies, nativas do Neotropis, especialmente do nordeste da América do Sul.[13]
- Paramyristica W.J. de Wilde — com apenas uma espécie:
  - Paramyristica sepicana (Foreman) W.J. de Wilde — nativa da Nova Guiné.
- Pycnanthus Warb. — com 3-6 espécies, nativas das regiões tropicais da África, entre as quais:
  - Pycnanthus angolensis (Welw.) Warb. — nativa de Angola.
- Scyphocephalium Warb. — 3-4 espécies, nativas das regiões tropicais da África.
- Staudtia Warb. — com 2-4 espécies, nativas das regiões tropicais da África.
- Virola Aubl. — com cerca de 40 espécies nativas do Neotropis, especialmente da América do Sul,[13] entre as quais:
  - Virola sebifera[14] Aubl. — nativa da América Central e do Sul.
  - Virola surinamensis Warb. — nativa do norte da América do Sul.

Géneros
O Angiosperm Phylogeny Website aceita como válidos (em 2016) os seguintes géneros:
- Bicuiba de Wilde
- Brochoneura Warburg
- Cephalosphaera Warburg
- Coelocaryon Warburg
- Compsoneura Warburg
- Otoba (A. de Candolle) H. Karsten
- Endocomia de Wilde
- Gymnacranthera Warburg
- Haematodendron Capuron
- Horsfieldia Willdenow
- Iryanthera Warburg
- Knema Loureiro
- Mauloutchia Loureiro
- Myristica Gronovius
- Scyphocephalium Warburg
- Osteophloeum Warburg
- Otoba (A. de Candolle) H. Karsten
- Pycnanthus Warburg
- Scyphocephalium Warburg
- Staudtia Warburg
- Virola Aublet